# تیره کرگل
تیره کرگل یا تیره میرسیناسه دارای ۳۵ سرده و تقریباً ۱۰۰۰ گونه است. در اروپا، سیبری، ژاپن، مکزیک و فلوریدا و جنوب نیوزیلند، آمریکای جنوبی و آفریقای جنوبی انتشار دارد. 